# 동아
동아 또는 동과(冬瓜)는 인도 원산의 덩굴식물, 또는 그 열매이다.
경기도의 동아가 맛의 방주에 등재되어 있다.

## 생태
잎은 어긋나고 심장 모양 비슷한 원형이며 5∼7개로 얕게 갈라지고 잔 톱니가 있다. 꽃은 여름에 피고 노란색이며 꽃부리는 5개로 갈라진다. 열매는 품종에 따라 다른데 대개 원형에서 타원형이다. 큰 것은 지름 30 센티미터, 길이 60~90 센티미터, 무게 7.5~10 킬로그램에 달한다. 줄기에 갈색 털이 난다.

## 어원
이 식물에 가끔 쓰이는 "윈터 멜론(Winter melon)"이라는 이름은 중국의 공식적인 명칭을 기반으로 하지만, 문자 瓜는 "박다"나 "호박"을 의미하기도 한다. 이 박은 가끔 설탕에 절이거나 달콤한 차로 만들어지기 때문에 "멜론"이라는 이름이 붙여졌을 가능성이 높다.